# Simone Signoret

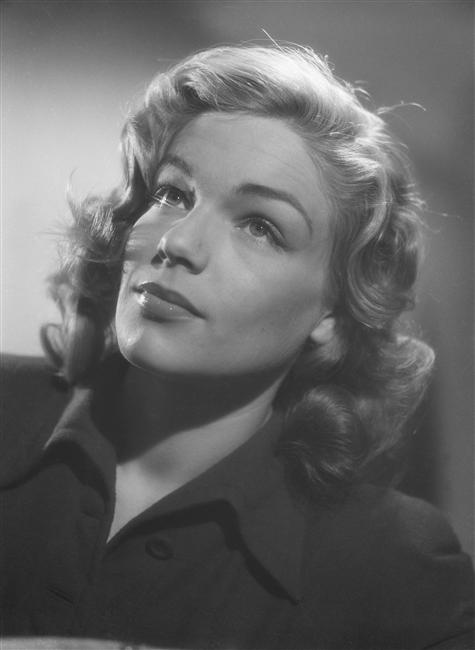
Simone Signoret in 1947

Simone Signoret, pseudoniem van Simone Kaminker (Wiesbaden (Duitsland), 25 maart 1921 – Autheuil-Authouillet (Normandië), 30 september 1985) was een Franse actrice met een internationale reputatie. Zij blonk uit in karakterrollen en heeft ook in het Engels en het Duits geacteerd. Zij was in 1960 de eerste Franse actrice die een Amerikaanse Oscar won. Andere kenmerken waren haar politieke engagement en haar kwaliteiten als schrijfster.

## Biografie
Simone Henriette Kaminker werd op 25 maart 1921 geboren in het Duitse Wiesbaden (Hessen), waar haar Frans-joods-Poolse vader André Kaminker gestationeerd was in het kader van de Franse bezetting van het Rijnland, na de Eerste Wereldoorlog. Zij groeide vanaf haar tweede levensjaar op in een intellectueel milieu in de Parijse voorstad Neuilly-sur-Seine; haar vader was toen vertaler in dienst van de Volkenbond. Zij had twee broers, die minstens 9 jaar jonger dan zij waren. Later zou zij haar vader omschrijven als een charmante man, maar ongeschikt als huisvader en echtgenoot. Na het uitbreken van de oorlog in september 1939 week het gezin, dat inmiddels al door haar vader verlaten was, uit naar het Bretonse Vannes, waar Simone in 1940 het lyceum afmaakte. Haar vader kon in dat jaar op tijd naar Engeland vluchten en heeft de oorlog overleefd.
Aanvankelijk verdiende Simone, weer terug in Parijs, de kost voor zichzelf, haar moeder en haar twee broertjes als typiste voor het collaborationistische blad Les nouveaux temps. Zij ontdekte echter haar passie voor acteren en raakte verzeild in een links artistiek milieu. Zij ging vanaf 1942 kleine filmrollen spelen en koos de achternaam van haar moeder (Signoret) als artiestennaam, om daarmee haar deels joodse afkomst verborgen te houden. Zij haalde een lesbevoegdheid in de Engelse taal en heeft particulier lesgegeven in Engels en Latijn. Ze sprak ook Duits.
In 1943 ontmoette zij de regisseur Yves Allégret; in 1945 deed zij haar eerste serieuze ervaring op als filmactrice in een film van hem, Les démons de l'aube. In de zomer van dat jaar kreeg zij een kind van Allégret, dat echter niet bleef leven. Hun dochter Catherine Allégret werd geboren op 16 april 1946. In dat jaar brak Signoret door met de film Macadam, waarvoor zij het jaar daarop de Prix Suzanne Bianchetti kreeg. Signoret en Allégret trouwden in 1948. In augustus 1949 verliet zij hem echter, vanwege een plotselinge verliefdheid op zanger/acteur Yves Montand, met wie zij ging samenwonen. In december 1951 trouwden zij; hun huwelijk zou tot haar dood standhouden, ondanks zijn geruchtmakende affaires, vooral die met Marilyn Monroe in 1960. Zij kregen geen kinderen. Onder regie van Allégret had zij intussen in een drietal films gespeeld: een bijrol in La boîte aux rêves (1945), Les démons de l'aube (1945) en Dédée d'Anvers (1948). Ook nadat zij Allégret had verlaten speelde zij nog in een film van hem: Manèges (1949).
Zij speelde in talrijke grote en minder grote films en blonk vooral uit in rollen als hoer of een andere tragische figuur. Les diaboliques uit 1955 wordt gezien als een van haar meest indringende acteerprestaties. Te midden van al dat succes kreeg zij echter ook een tragedie te verwerken: haar oudste broer Alain verdronk in 1958 op 28-jarige leeftijd. Voor haar hoofdrol in de Engelse film Room at the Top won zij in 1959 de prijs van het Filmfestival in Cannes voor de beste actrice. Zij ontving in 1960 als eerste Franse actrice de Amerikaanse Oscar voor diezelfde rol, waarmee haar internationale doorbraak een feit was. De prijsuitreiking in Hollywood kreeg extra reliëf omdat zij voorheen van de Amerikaanse overheid een inreisverbod had gehad vanwege haar linkse sympathieën. In de jaren zestig speelde zij nog in verscheidene Engelstalige films. In 1965 kreeg zij een Oscarnominatie voor Ship of Fools. Een enkele keer speelde ze ook een Duitstalige filmrol, in een Oost-Duits-Zweedse productie van Bertolt Brecht's Mutter Courage. In het Verenigd Koninkrijk werden haar in totaal drie BAFTA Awards toegekend en kreeg zij twee BAFTA-nominaties. De Afro-Amerikaanse zangeres Nina Simone koos haar artiestennaam om haar favoriete actrice te eren.
In 1966 heeft zij één keer in Engeland een Shakespeare-rol geaccepteerd, in het Londense Royal Court Theatre; haar vertolking van Lady Macbeth werd echter door de toneelcriticus Tom Sutcliffe in taalkundig opzicht bestempeld als  'onmogelijk Gallisch'. In 1977 won zij de Franse César voor beste actrice in La Vie devant soi, op een leeftijd waarop de meeste actrices over hun hoogtepunt heen zijn.

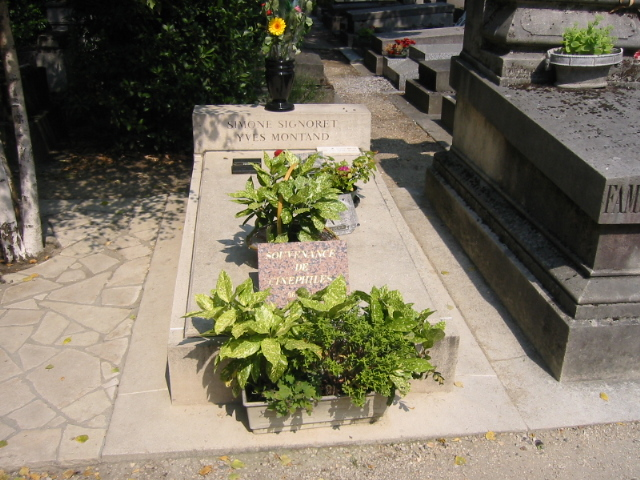
Gezamenlijk graf van Simone Signoret en Yves Montand op het kerkhof Père Lachaise

Met het klimmen der jaren tartte zij de conventies door haar uiterlijk te verwaarlozen. Ze bleef stevig whisky drinken, slank zijn interesseerde haar niet, haar fotogenieke gezicht zwol op, maar misschien juist daardoor rees haar status tot die van een monstre sacré van de Franse cinema, een vrouwelijk equivalent van Jean Gabin en daarmee boven persoonlijke en artistieke kritiek verheven. Tijdens haar leven verschenen er vier biografieën; na haar dood zouden er nog drie volgen.
Vanaf 1981 verslechterde haar gezondheid; zij onderging toen haar eerste operatie en haar gezichtsvermogen ging achteruit, tot zij nog slechts silhouetten kon onderscheiden. Zij stierf aan alvleesklierkanker in 1985. Haar overlijden ontlokte zelfs de Nederlandse columnist Piet Grijs een emotionele reactie.
In 2004, dus toen Yves Montand ook overleden was, baarde haar dochter Cathérine opschudding met haar autobiografie, waarin zij beweerde vanaf haar vijfde jaar tot haar dertigste seksueel lastig te zijn gevallen door haar stiefvader, zonder overigens echt verkracht te zijn. Niet duidelijk is of Signoret daar ook van heeft geweten.
Simone Signoret ligt begraven op de begraafplaats Père Lachaise. Zij deelt het graf met haar in 1991 overleden echtgenoot Yves Montand. (div.44)

## Politiek engagement
Signoret verwierf ook bekendheid door haar linkse politieke engagement. Haar eerste echtgenoot Yves Allégret was al iemand met een trotskistisch verleden. Samen met Yves Montand, uit een communistisch nest, die haar
tweede echtgenoot zou worden, tekende ze in 1950 de door de Wereldvredesraad uitgegeven Stockholmse verklaring tegen de kernbewapening. Dit leverde haar een Amerikaans inreisverbod op, dat echter van beperkte duur was. In 1960 kon zij in Hollywood haar Oscar zelf in ontvangst nemen, de eerste die ooit aan een Franse actrice werd uitgereikt. Vanaf 1954 hadden zij en Montand een huis in het Normandische dorp Autheuil-Authouillet, dat een ontmoetingspunt van linkse intellectuelen werd. Het echtpaar werd beschouwd als 'compagnons de route' van de toen belangrijke Franse communistische partij. Signoret protesteerde echter in 1956 openlijk tegen het neerslaan van de Hongaarse opstand; in 1957 maakte zij samen met Montand een tournee door Oost-Europa. Zwaar gedesillusioneerd ten aanzien van het Sovjet-communisme kwamen zij daarvan terug. Signoret protesteerde later tegen de Franse koloniale oorlog in Algerije en tegen het Franco-regime in Spanje. Ook bij werkstakingen liet zij zich niet onbetuigd. Een enkele film waarin zij speelde is ook politiek gekleurd, zoals de in Tsjecho-Slowakije gesitueerde L'Aveu van Costa-Gavras in 1970, die niet anticommunistisch, maar wel anti-totalitair is.

## Literaire productie
Signoret was niet alleen een bewonderd actrice, ze bleek ook te kunnen schrijven. Zij publiceerde haar autobiografie in 1976: La nostalgie n'est plus ce qu'elle était, die een bestseller werd. In 1979 verscheen haar eerste roman: Le lendemain, elle était souriante..., waarvan de titel een verwijzing is naar een chanson uit 1908 over een jonge vrouw die tegen de klippen op vrolijk en optimistisch blijft. Postuum, in 1985, verscheen haar in 1984 voltooide roman Adieu Volodia, over Russische en Poolse joden die zich aan het begin van de 20e eeuw in Frankrijk vestigden, over haar eigen wortels dus. Ook dit boek was een groot verkoopsucces en de literaire kritiek was positief.

## Filmografie
- 1942 · L'Ange de la nuit van André Berthomieu
- 1942 · Les Visiteurs du soir van Marcel Carné
- 1943 · Adieu Léonard van Pierre Prévert
- 1945 · La boîte aux rêves van Yves Allégret
- 1945 · Les Démons de l'aube van Yves Allégret
- 1946 · Macadam van Marcel Blistène en Jacques Feyder
- 1948 · Dédée d'Anvers van Yves Allégret
- 1948 · Impasse des Deux-Anges van Maurice Tourneur
- 1949 · Manèges van Yves Allégret
- 1950 · Swiss Tour van Leopold Lindtberg
- 1952 · Casque d'or van Jacques Becker (BAFTA award)
- 1951 · Sans laisser d'adresse van Jean-Paul Le Chanois
- 1953 · Thérèse Raquin van Marcel Carné
- 1954 · Les Diaboliques van Henri-Georges Clouzot
- 1955 · Mutter Courage und ihre Kinder (21', onvoltooid), van Wolfgang Staudte
- 1956 · La Mort en ce jardin van Luis Buñuel
- 1956 · Les Sorcières de Salem van Raymond Rouleau (BAFTA award)
- 1959 · Room at the Top van Jack Clayton Oscar; BAFTA nominatie, Golden Globe nominatie
- 1960 · Adua e le compagne van Antonio Pietrangeli
- 1960 · Les Mauvais Coups van François Leterrier
- 1961 · Les Amours célèbres van Michel Boisrond
- 1962 · Le Jour et l'Heure van René Clément
- 1963 · Dragées au poivre van Jacques Baratier
- 1963 · Term of Trial van Peter Glenville
- 1964 · Broadway by light van William Klein
- 1965 · Compartiment tueurs van Costa-Gavras
- 1965 · Ship of Fools van Stanley Kramer; nominatie voor Oscar, BAFTA en Golden Globe
- 1966 · Paris brûle-t-il? van René Clément
- 1966 · The Deadly Affair van Elsa Fennan; BAFTA-nominatie
- 1967 · Games van Lisa Schindler; BAFTA-nominatie
- 1968 · The Sea Gull van Sidney Lumet
- 1969 · L'Américain van Marcel Bozzuffi
- 1969 · L'Armée des ombres van Jean-Pierre Melville
- 1970 · L'Aveu van Costa-Gavras
- 1971 · Le Chat van Pierre Granier-Deferre
- 1971 · La Veuve Couderc van Pierre Granier-Deferre
- 1973 · Les Granges Brûlées van Jean Chapot
- 1973 · Rude Journée pour la reine van René Allio
- 1974 · La Chair de l'orchidée van Patrice Chéreau
- 1976 · Police Python 357 van Alain Corneau
- 1977 · La Vie devant soi van Moshé Mizrahi
- 1978 · L'Adolescente van Jeanne Moreau
- 1978 · Judith Therpauve van Patrice Chéreau
- 1978 · Madame le Juge (televisieserie)
- 1979 · Chère inconnue van Moshé Mizrahi
- 1982 · L'Étoile du Nord van Pierre Granier-Deferre
- 1982 · Guy de Maupassant van Michel Drach

### Biografieën in het Frans
- Jean-François Josselin, Simone: deux ou trois choses que je sais d'elle. Parijs: Bernard Grasset, 1995
- Philippe Durant, Simone Signoret: une vie. Lausanne: Favre, 1988
- Didier Sandre. Simone Signoret. Parijs: Solar, 1981
- Joëlle Monserrat, Signoret. Parijs: PAC, 1983
- Maurice Perisset, Simone Signoret. Parijs: J'ai lu, 1988
- Catherine David, Simone Signoret ou la mémoire partagée. Parijs: R. Laffont, 1990
- Huguette Bouchardeau, Simone Signoret: biographie. Parijs: Flammarion, 2005. 291 pp., waarvan 16 pp. met afbeeldingen, 24 cm. ISBN 2-08-068749-2.
- Catherine Allégret, Un monde à l'envers. Parijs: Fayard, 2004

### In het Nederlands
- Catherine David, Simone Signoret, of Delen in herinnering. De Prom, Baarn 1992. ISBN 90-6801-321-1
- Ab van Ieperen: Actrices als vrouw, vrouwen als actrices met onder andere een interview met Simone Signoret. Landshoff, 1978. ISBN 90-6210-080-5

## Nederlandse bibliografie
- Nostalgie is ook niet meer wat het was. De Arbeiderspers, 1979 (vertaling van La nostalgie n'est plus ce qu'elle était)
- De volgende morgen lachte ze weer... De Arbeiderspers, 1982 (vertaling van Le lendemain, elle était souriante...)
- Adieu Wolodia. De Arbeiderspers, 1986. ISBN 90-295-4574-7